# Oporto Challenger 1994
L'Oporto Challenger 1994 è stato un torneo di tennis facente parte della categoria ATP Challenger Series nell'ambito dell'ATP Challenger Series 1994. Il torneo si è giocato a Porto in Portogallo dal 27 giugno al 3 luglio 1994 su campi in terra rossa.

## Vincitori

### Singolare
Gilbert Schaller ha battuto in finale  Marcelo Filippini con il punteggio di 6–2, 7–5

### Doppio
Luis Lobo /  Javier Sánchez hanno battuto in finale  Jorge Lozano /  Roberto Saad con il punteggio di 7–6, 6–3